# سان ميغيل بوينس آيرس (مدينة)
سان ميغيل، بوينس آيرس (بالإسبانية: San Miguel, Buenos Aires)‏ هي منطقة سكنية تقع في الأرجنتين في San Miguel Partido. يقدر عدد سكانها بـ 157,532 نسمة وترتفع عن سطح البحر 28 متر.

## المناخ
يظهر الجدول التالي التغييرات المناخية على مدار السنة لسان ميغيل، بوينس آيرس:
| البيانات المناخية لـسان ميغيل، بوينس آيرس                                        | البيانات المناخية لـسان ميغيل، بوينس آيرس | البيانات المناخية لـسان ميغيل، بوينس آيرس | البيانات المناخية لـسان ميغيل، بوينس آيرس | البيانات المناخية لـسان ميغيل، بوينس آيرس | البيانات المناخية لـسان ميغيل، بوينس آيرس | البيانات المناخية لـسان ميغيل، بوينس آيرس | البيانات المناخية لـسان ميغيل، بوينس آيرس | البيانات المناخية لـسان ميغيل، بوينس آيرس | البيانات المناخية لـسان ميغيل، بوينس آيرس | البيانات المناخية لـسان ميغيل، بوينس آيرس | البيانات المناخية لـسان ميغيل، بوينس آيرس | البيانات المناخية لـسان ميغيل، بوينس آيرس | البيانات المناخية لـسان ميغيل، بوينس آيرس |
| الشهر                                                                            | يناير                                     | فبراير                                    | مارس                                      | أبريل                                     | مايو                                      | يونيو                                     | يوليو                                     | أغسطس                                     | سبتمبر                                    | أكتوبر                                    | نوفمبر                                    | ديسمبر                                    | المعدل السنوي                             |
| -------------------------------------------------------------------------------- | ----------------------------------------- | ----------------------------------------- | ----------------------------------------- | ----------------------------------------- | ----------------------------------------- | ----------------------------------------- | ----------------------------------------- | ----------------------------------------- | ----------------------------------------- | ----------------------------------------- | ----------------------------------------- | ----------------------------------------- | ----------------------------------------- |
| الدرجة القصوى °م (°ف)                                                            | 40.5 (104.9)                              | 37.6 (99.7)                               | 37.1 (98.8)                               | 33.6 (92.5)                               | 30.0 (86.0)                               | 27.4 (81.3)                               | 30.7 (87.3)                               | 34.0 (93.2)                               | 35.1 (95.2)                               | 34.9 (94.8)                               | 37.2 (99.0)                               | 39.6 (103.3)                              | 40.5 (104.9)                              |
| متوسط درجة الحرارة الكبرى °م (°ف)                                                | 30.1 (86.2)                               | 28.5 (83.3)                               | 26.7 (80.1)                               | 22.6 (72.7)                               | 19.0 (66.2)                               | 15.7 (60.3)                               | 15.2 (59.4)                               | 17.6 (63.7)                               | 19.3 (66.7)                               | 22.6 (72.7)                               | 25.5 (77.9)                               | 28.4 (83.1)                               | 22.6 (72.7)                               |
| المتوسط اليومي °م (°ف)                                                           | 24.2 (75.6)                               | 22.7 (72.9)                               | 20.9 (69.6)                               | 16.9 (62.4)                               | 13.4 (56.1)                               | 10.6 (51.1)                               | 10.2 (50.4)                               | 12.0 (53.6)                               | 14.0 (57.2)                               | 17.1 (62.8)                               | 20.0 (68.0)                               | 22.5 (72.5)                               | 17.0 (62.6)                               |
| متوسط درجة الحرارة الصغرى °م (°ف)                                                | 18.6 (65.5)                               | 17.8 (64.0)                               | 16.1 (61.0)                               | 12.2 (54.0)                               | 9.0 (48.2)                                | 6.6 (43.9)                                | 6.0 (42.8)                                | 7.2 (45.0)                                | 9.0 (48.2)                                | 11.9 (53.4)                               | 14.6 (58.3)                               | 17.1 (62.8)                               | 12.2 (54.0)                               |
| أدنى درجة حرارة °م (°ف)                                                          | 6.9 (44.4)                                | 5.9 (42.6)                                | 0.9 (33.6)                                | 0.6 (33.1)                                | −2.6 (27.3)                               | −7.9 (17.8)                               | −5.7 (21.7)                               | −3.5 (25.7)                               | −2.6 (27.3)                               | −1.4 (29.5)                               | 1.8 (35.2)                                | 3.5 (38.3)                                | −7.9 (17.8)                               |
| الهطول مم (إنش)                                                                  | 116.3 (4.58)                              | 124.8 (4.91)                              | 118.8 (4.68)                              | 110.1 (4.33)                              | 80.2 (3.16)                               | 53.4 (2.10)                               | 56.9 (2.24)                               | 57.5 (2.26)                               | 65.0 (2.56)                               | 125.9 (4.96)                              | 118.5 (4.67)                              | 110.4 (4.35)                              | 1٬137٫8 (44.80)                           |
| متوسط أيام هطول الأمطار (≥ 1.0 mm)                                               | 8.4                                       | 8.2                                       | 8.6                                       | 9.9                                       | 7.1                                       | 7.5                                       | 7.3                                       | 6.7                                       | 7.0                                       | 9.9                                       | 9.9                                       | 9.2                                       | 99.7                                      |
| متوسط الرطوبة النسبية (%)                                                        | 69.4                                      | 74.4                                      | 77.6                                      | 80.6                                      | 82.7                                      | 82.8                                      | 81.0                                      | 76.9                                      | 74.2                                      | 73.1                                      | 70.9                                      | 69.5                                      | 76.1                                      |
| المصدر: Servicio Meteorológico Nacional (September precipitation days 1961–1990) |                                           |                                           |                                           |                                           |                                           |                                           |                                           |                                           |                                           |                                           |                                           |                                           |                                           |

## أعلام
- هوغو سيلفا
- لويس داريو كالفو
- كارلوس دانيال تابيا
- فرنسيسكو دي فرانكو
- دانيال مارتينيز